# Кропивницки
Кропивницки (укр. Кропивницький; раније Кировоград, укр. Кіровоград, рус. Кировоград), град је у средишњој Украјини и главни град Кировоградске области. Налази се око 250 километара јужно од главног града Кијева. Налази се у долини реке Ингул, притоке Јужног Буга. Према процени из 2012. у граду је живело 234.919 становника.

## Историја
У 16. - првој половини 18. века, земље савременог града и његове суседне територије припадале су украјинским козацима, овде су основали многа насеља, која су се постепено претварала у микроокруге града, на пример, Кушчивка, Завадивка, Велика Балка .
На предлог Јована Хорвата команданта српске војне области Нове Србије, руска царица Јелисавета Петровна је одобрила подизање тврђаве. Нова тврђава никла је око 200 километара јужније од Нове Србије и требало је да ојача одбрамбени појас пред Татарима и Турцима. Посао је надзирао лично Хорват на основу даровне повеље издате 11. јануара 1752. године. Сама градња је текла од 18. јуна 1754. до 1757. године, а Хорват је тврђави дао име по владарки – тврђава Свете Јелисавете. У њој је приређен 14. јула 1754. године први сајам (вашар), који је постао традиционалан и познат, и назива се Петро-Павловски. 
Утврђење је 1775. године добило статус града са именом Елисаветград.
Између 1751—1764. године у тврђави је било седиште Административно-територијалног и војног округа Нове Србије. Главни командир истог био је артиљеријски генерал лејтенант Рус, Иван Федорович Глебов (1752—1756). Затим их се сменило неколико других све Руса, међу којима и његов син бригадир Алексеј (1757).
У тврђави је било седиште команде Новослободског пука, у којем је било око 3.000 Срба. Рус, бригадир Александар Иванович Глебов је био први командант тврђаве и успостављеног гарнизона са 2.000–3.000 запорошских козака. Када је 1759. године команду преузео Хорват, бунили су се Малоруси, и од 1761. године дошли су поново под руску команду, под Мурављова. Ту су боравиле руске восковође током својих похода, попут Потемкина, Суворова, Кутузова, Петра Текелије и други. Тврђава је сасвим укинута 1784. године, због државне реорганизације и стварања цивилних губернија.
Сава Текелија је 1811. године записао да је Елисаветград ујездна и варош највећа у Новој Србији. Дочекао га је по доласку градоначелник Стратимирович, син „наравног кнеза“ Стратимировича, Црногорца. То је прилична варош гди има трговаца доста богати.
1882. овде је отворено прво украјинско професионално позориште
Током Совјетско-украјинског рата, град је неколико пута мењао власника. 1920. овде се по трећи пут учврстила совјетска војска 
Током Холодомора и совјетских репресија умрло је 2.238 становника града .
Од 1934. године град се назива Кировград, у част совјетског политичара Сергеја Кирова.
Током Другог светског рата, Кропивњицки је био под окупацијом нацистичке Немачке од 5. августа 1941. године. Након тога, поново су га заузеле совјетске трупе 8. јануара 1944.
Након почетка руске агресије на истоку Украјине уведена је политика декомунизације, током које је град преименован у част оснивача првог професионалног украјинског позоришта Марка Кропивницког .
Након почетка руске инвазије на Украјину, град је почео да буде изложен руским ракетним нападима 

## Становништво
Према процени, у граду је 2012. живело 234.919 становника.
| 1979.   | 1989.   | 2001.   | 2012.   |
| ------- | ------- | ------- | ------- |
| 236.652 | 269.803 | 254.103 | 234.919 |

## Религија
Православна црква Успенска подигнута је 1755. године. Била је то једнопрестолна дрвена црква купљена и превезена из села Тедоровке. За време руско-турског рата 1788. године је пострадала. Направљена је онда нова камена црквена богомоља на истом месту.
Друга православна црква звана Светотројичка, дрвена, грађена је 1755. године од новца из српске (насељеничке) касе. Била је до 1784. године градска саборна црква. 
Трећа градска православна црква посвећена Владимирској Богородици изграђена је 1757. године. Назива се још и Грчка јер су оснивачи били Грци. Доказ за то је стари иконостас на којем су све грчки натписи и богослужбене књиге. У храму су три црквена престола: средњи посвећен Владимирској Богородици, десни – Свети Великомученици Катарини а леви – Светог Праведног Симеона Српског „новог мироточца“.